# Strawberry Hill (Bauwerk)

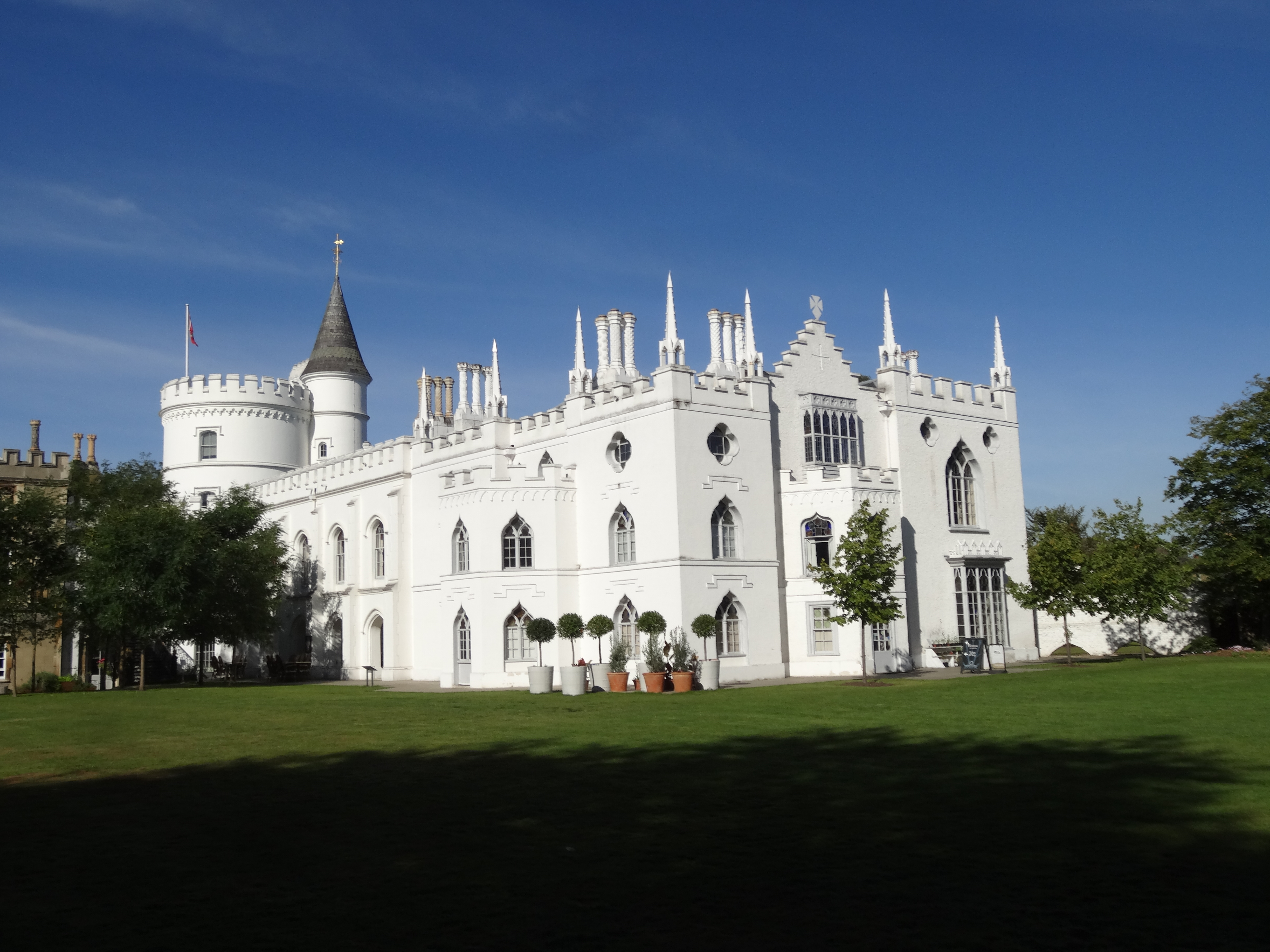
Strawberry Hill House

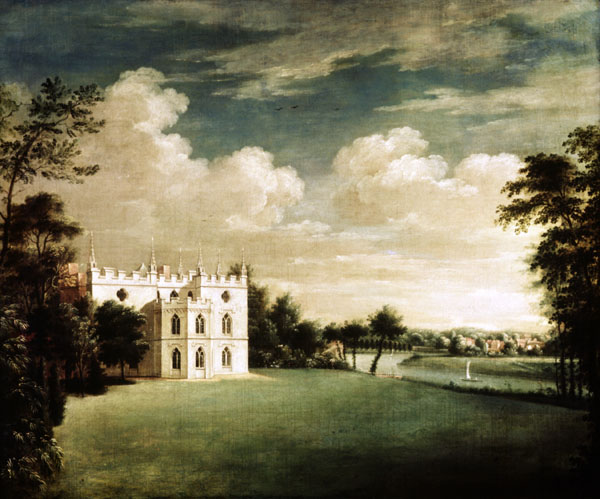
Strawberry Hill auf einem Gemälde von Johann Heinrich Müntz, 1755/59

Strawberry Hill (dt. Erdbeerhügel) ist ein schlossartiges Landhaus, das sich der Schriftsteller und Politiker Horace Walpole, 4. Earl of Orford, in den Jahren 1749 bis 1776 an der Themse nahe Twickenham (London) erbauen ließ. Das Bauwerk wurde Vorbild für eine große Zahl ähnlicher Villen und Schlösser in Europa (z. B. für Schloss Grafenegg in Niederösterreich) und gab Anstoß für die Gothic Revival (Neugotik) genannte Wiederbelebung des gotischen Baustils.

## Bauwerk
1748 hatte Horace Walpole eine kleine Villa an der Themse gekauft und dachte daran, es in sein „little gothic castle“ umzubauen. Er fertigte eine grobe Skizze an, die den Architekten vorgab, wie er sich die neogotische Veränderung vorstellte. Ab 1749 wurde es daher in mehreren Baustufen erweitert. Walpole hatte dazu mit zwei Freunden, dem Architekten John Chute und dem Zeichner Richard Bentley, das „Committee of Taste“ gegründet. Bentley verließ das „Committee“ 1761 nach einem Streit, da Walpole dessen Entwürfe inzwischen rigoros ablehnte. William Robinson (1720–1775) vom Royal Office of Works sorgte für die professionelle Bauaufsicht. Von ihm stammen auch der Kaminsims und das Erkerfenster im Frühstücksraum.

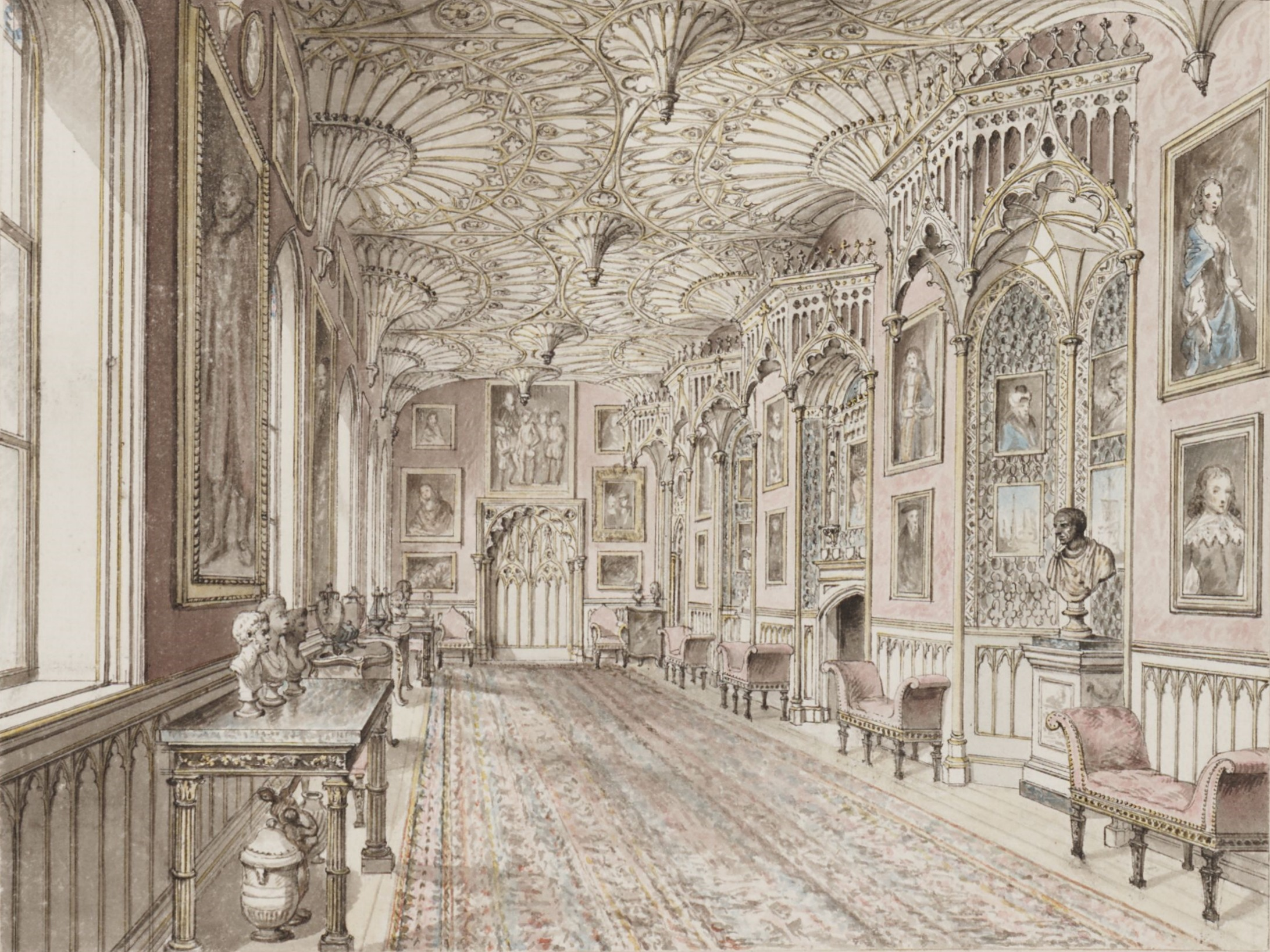
Die Galerie in Strawberry Hill (Edward Edwards, Tusche und Aquarell, um 1784)

Architektonische Vorbilder waren verschiedene Gebäude in England und anderen Ländern aus der Zeit der Gotik. Eine unter Heinrich VII. erbaute Kapelle in der Westminster Abbey lieferte das Vorbild für ein Kreuzrippengewölbe oberhalb der Galerie, aber auch Details von Grabmälern in Westminster und Canterbury konnten in abgeänderter Form in den Bau integriert werden. Äußere Formen von Kathedralen verwendete Walpole im Inneren seines Hauses, außen war der Bau eine Mischung aus Burg mit Zinnen und Türmen und gotischem Kirchenbau mit Spitzbogenfenstern.
Der erste Bauabschnitt wurde 1749 begonnen und 1753 fertiggestellt, der zweite begann 1760. Von 1772 bis 1776 wurden weitere Veränderungen und Zubauten vorgenommen wie der Beauclerk Tower. Dieser wurde nach den Plänen eines professionellen Architekten, James Essex, fertiggestellt.
Das Jahr 1776 wird in der Kunstgeschichte auch meist als die Trennlinie zwischen „gothic survival“ und „gothic revival“, also Nachgotik und Neugotik angesehen.

## Gothic Novel
Strawberry Hill war auch Vorbild für den Roman Das Schloss von Otranto (The Castle of Otranto), Walpoles 1764 zuerst unter einem Pseudonym veröffentlichtes Werk, mit dem er die Literaturgattung der „Gothic Novel“ begründete. Seitdem spielte in jedem Schauerroman die Architektur des Schauplatzes eine wesentliche Rolle. Treppen, Galerien, verborgene Räume, Gewölbe und Verliese waren in der Folgezeit mit diesem in der Romantik sehr gepflegten Genre verbunden. Während aber Walpoles Literatur letztlich noch der Aufklärung verbunden war, tritt in späteren literarischen Werken dieser Gattung das Irrationale wieder stärker in den Vordergrund.

## Spätere Besitzer und Gegenwart
Nach Walpoles Tod erbte die Tochter seines Cousins Anne Seymour Damer Strawberry Hill House. 1797 kam es in den Besitz von John Waldegrave, einem Enkel von Maria Walpole, der illegitimen Tochter von Walpoles älterem Bruder Edward. In der ersten Hälfte des 19. Jahrhunderts hatte Strawberry Hill zwei aufeinander folgende Besitzer, die Brüder John und George Waldegrave. Als diese den größten Teil des Familienvermögens ausgegeben hatten, wurde 1842 der gesamte Inhalt von Strawberry Hill House in einer vierundzwanzigtägigen Auktion verkauft. 1883 erwarb der deutschstämmige Bankier Baron Hermann de Stern (1815–1887) das Anwesen. 1923 gelangte Strawberry Hill House in den Besitz des St. Mary’s University College in Twickenham. Die Nutzung als Fortbildungsstätte für Lehrer und Studenten konnte nicht verhindern, dass das Gebäude nahe der Themse von Feuchtigkeitsschäden und Rost bedroht war. 2004 war Strawberry Hill auf der alle zwei Jahre erscheinenden Liste des World Monuments Fund zu finden, auf der besonders wichtige, aber gefährdete historische Baudenkmale verzeichnet sind. 2007 wurde das Gebäude langfristig an den Strawberry Hill Trust verpachtet, der sich die originalgetreue Restaurierung zum Ziel gesetzt hat. Nach umfangreichen Renovierungsarbeiten, bei denen alle Schäden beseitigt und spätere Einbauten entfernt wurden, kann das Bauwerk jetzt wieder besichtigt werden. Auch die Gärten wurden im Sinne des Erbauers wiederhergestellt. Als Lebensstätte von Horace Walpole ist das Schloss auch eine literarische Gedenkstätte ersten Ranges, vergleichbar mit Abbotsford, dem schlossartigen Wohnsitz des schottischen Schriftstellers Walter Scott. 2013 wurde dem Strawberry Hill Trust der Grand Prix des Europa-Nostra-Preises in der Kategorie „Erhaltung“ zugesprochen.

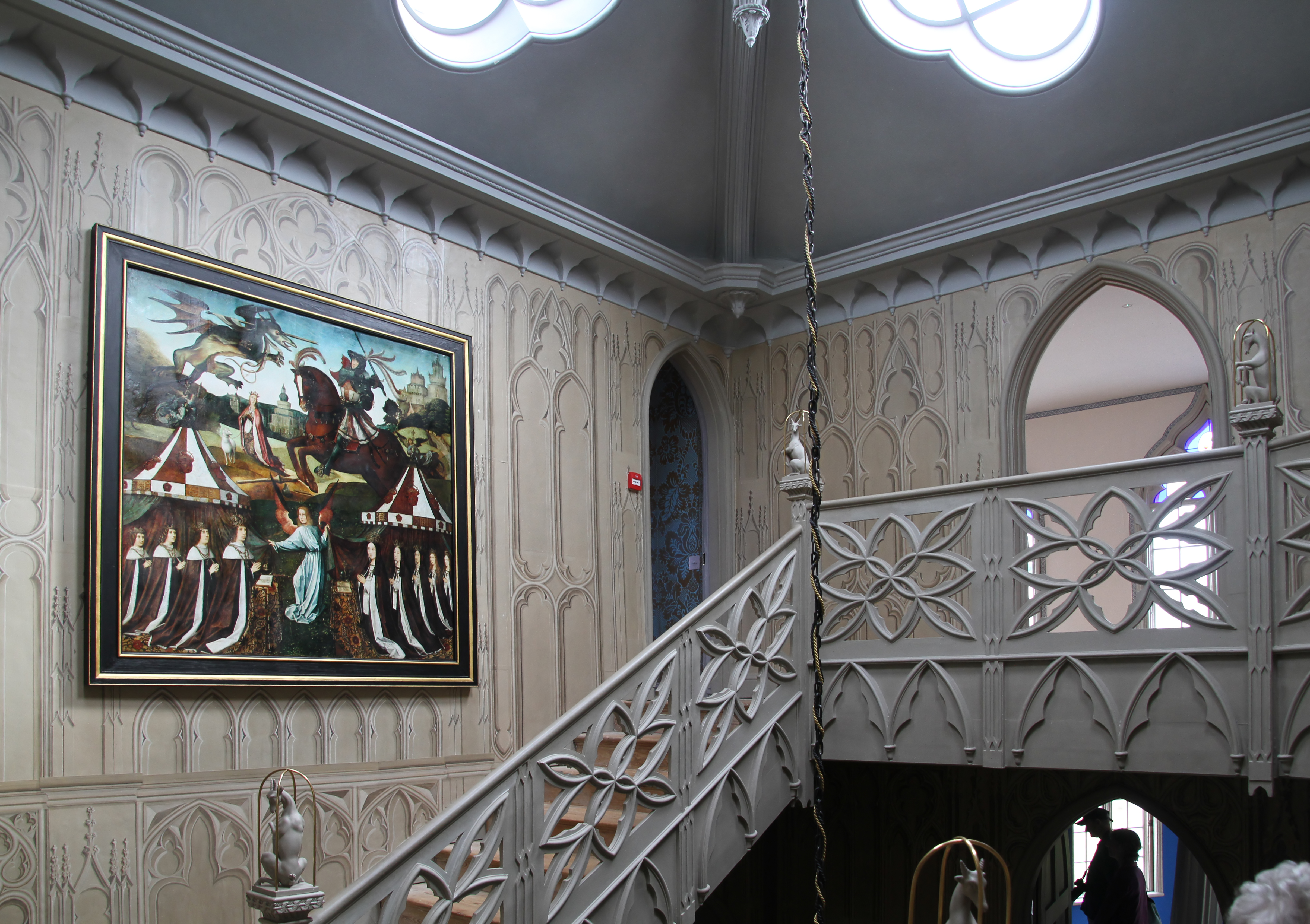
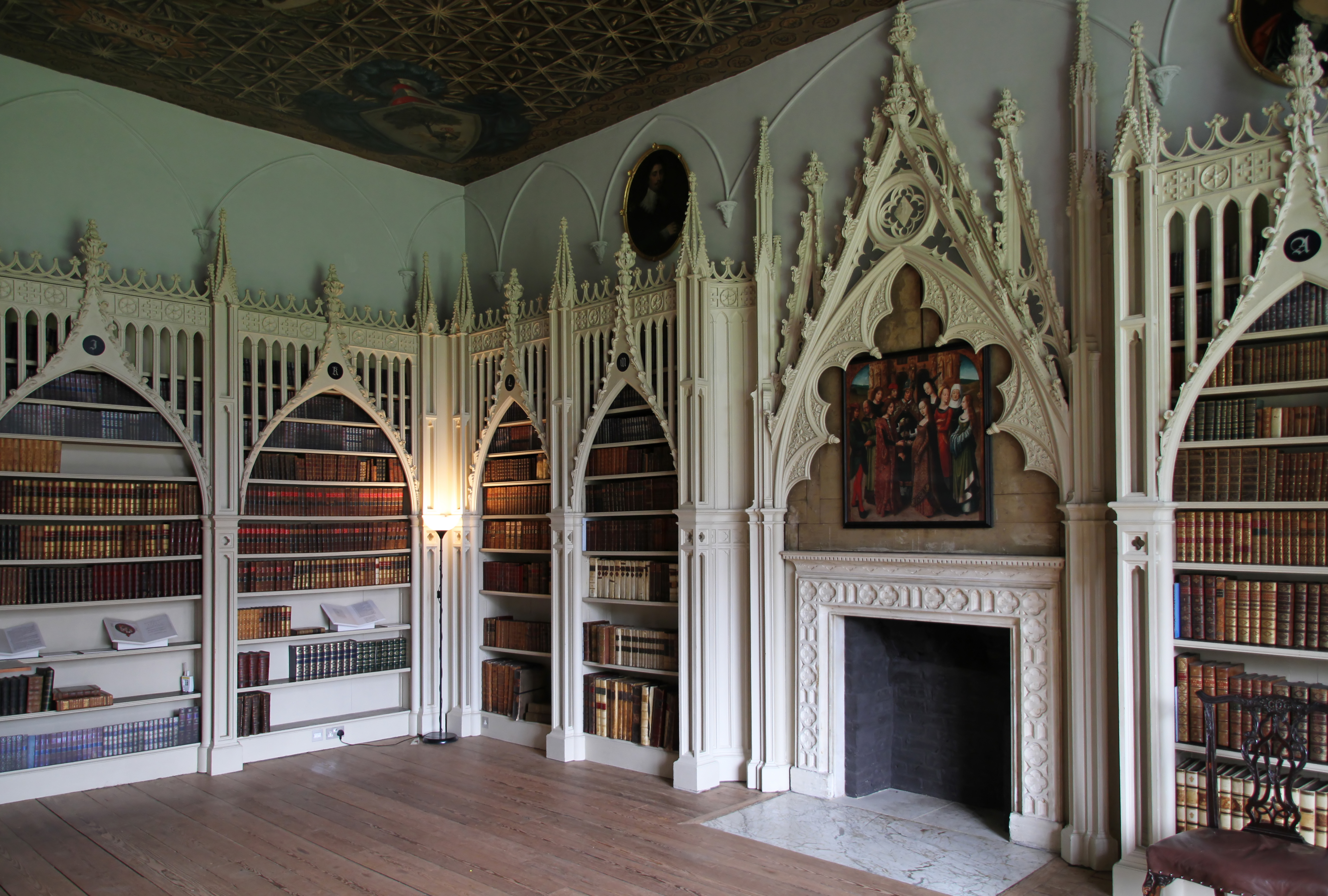
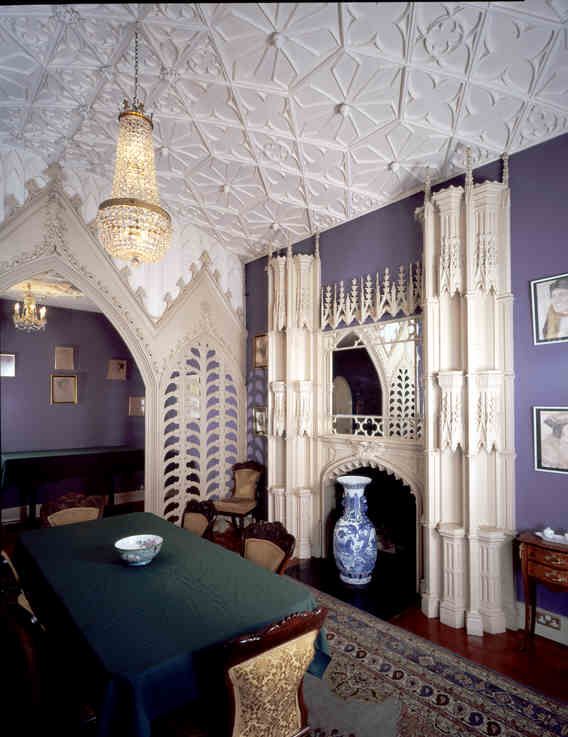
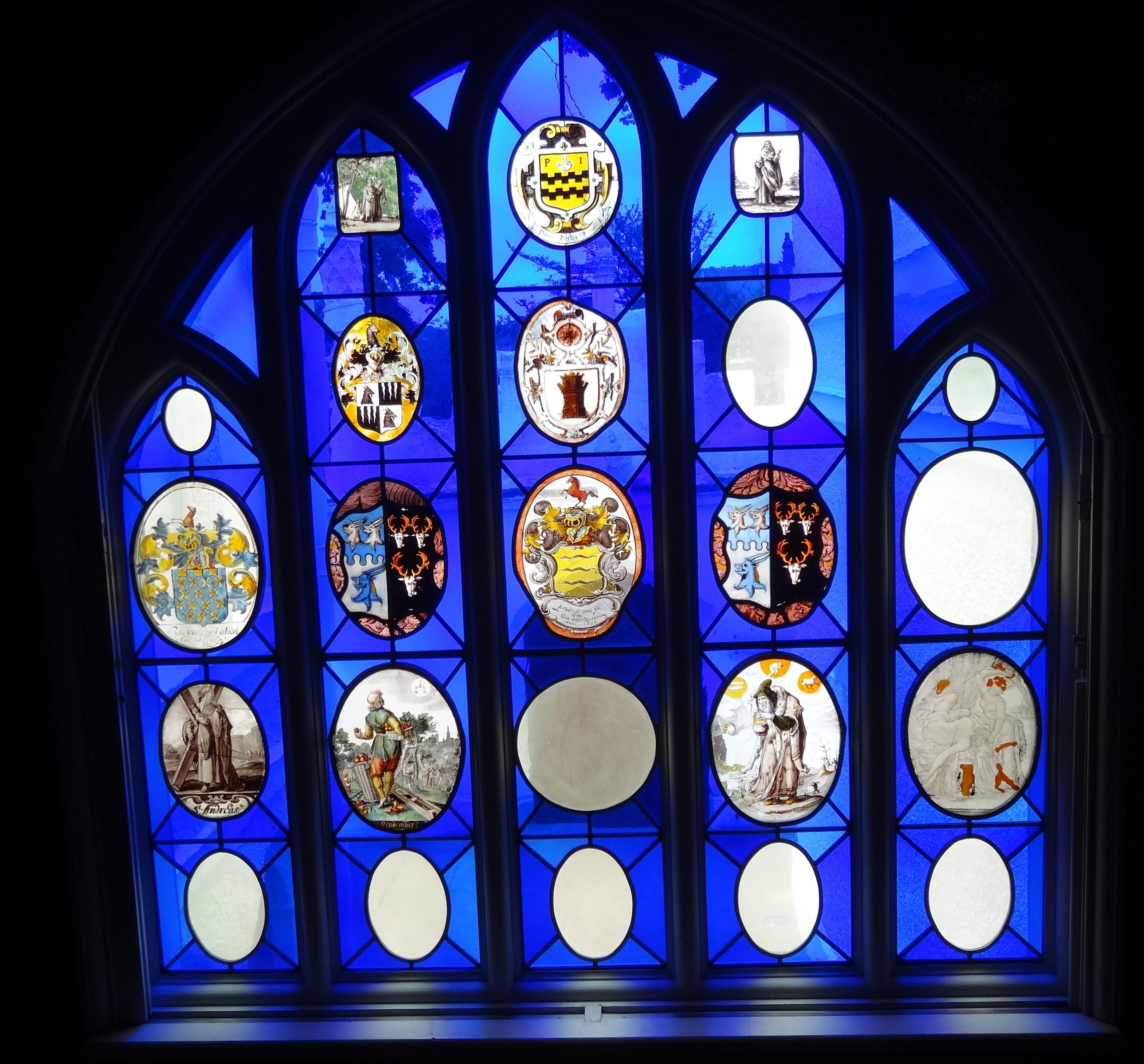
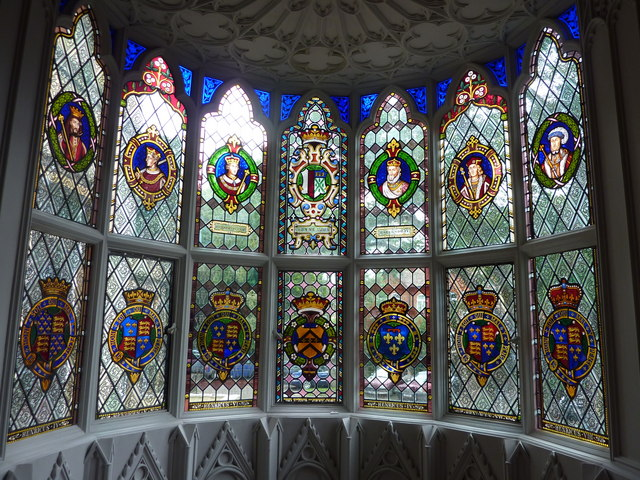

## Trivia
1966 fanden hier die Dreharbeiten zum Edgar-Wallace-Film Das Geheimnis der weißen Nonne statt.